# Genay (Côte-d’Or)
Genay település Franciaországban, Côte-d’Or megyében. Lakosainak száma 382 fő (2022. január 1.). Genay Villaines-les-Prévôtes, Torcy-et-Pouligny, Vic-de-Chassenay, Jeux-lès-Bard és Millery községekkel határos.

## Népesség
A település népességének változása:
| Lakosok száma | 294  | 294  | 308  | 341  | 358  | 374  | 374  | 365  | 367  | 382  |
|               | 1968 | 1982 | 1990 | 2006 | 2013 | 2015 | 2017 | 2019 | 2020 | 2022 |